# تتبع وترحيل بيانات الأقمار الاصطناعية
تتبع وترحيل بيانات الأقمار الاصطناعية (بالإنجليزية: Tracking and data relay satellite)‏ وتعرف اختصاراً (TDRS)، مجموعة من الأقمار الاصطناعية ضمن مدار الأرض المنخفض ترتفع 35.786 كم عن مستوى سطح الأرض، قامت ناسا بإطلاقها، هدفها تعقب ومزامنة بيانات المركبات الفضائية والأقمار الاصطناعية في المدار المنخفض، ودعم اتصال دائم معها، وتقديم الدعم لمرصد هابل الفضائي ومحطة الفضاء الدولية، وقد صمم هذا النظام ليحل مكان المحطات الأرضية، وقد ساهم نظام تتبع وترحيل بيانات الأقمار الاصطناعية في تحسين كمية البيانات التي يتم نقلها وفي توفير الوقت، تم إنشاء عشرة أقمار من هذا النوع، دمر احداها في كارثة تشالنجر، وتم الاستغناء لاحقاً عن اثنين منها، وبقيت سبعة أقمار تتبع وترحيل البيانات في الخدمة، وهذه الأقمار من ثلاثة أجيال، تم نشر أول قمر تتبع في بعثة إس تي إس-6 سنة 1983 على متن المكوك تشالنجر.

## معرض الصور

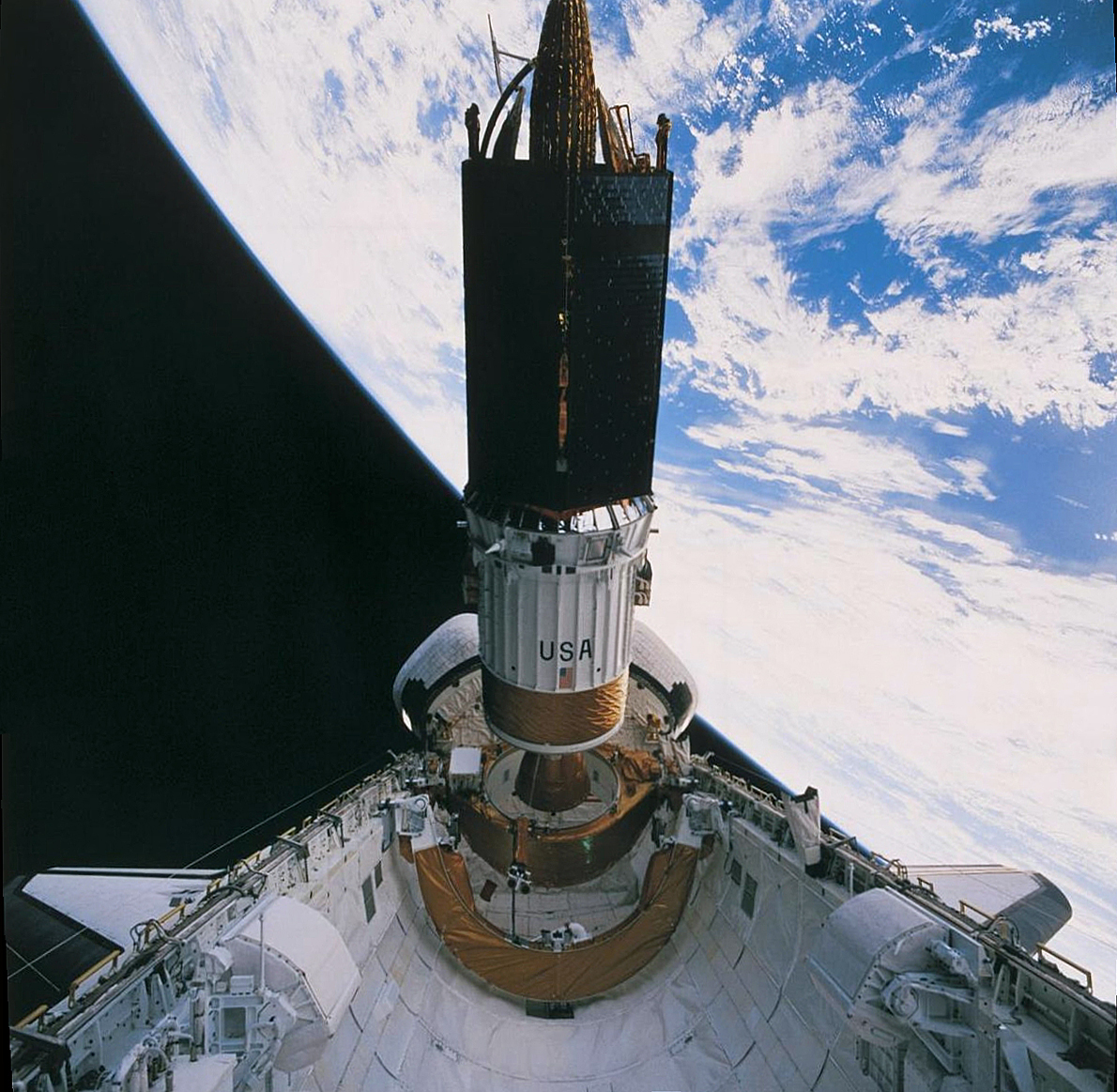
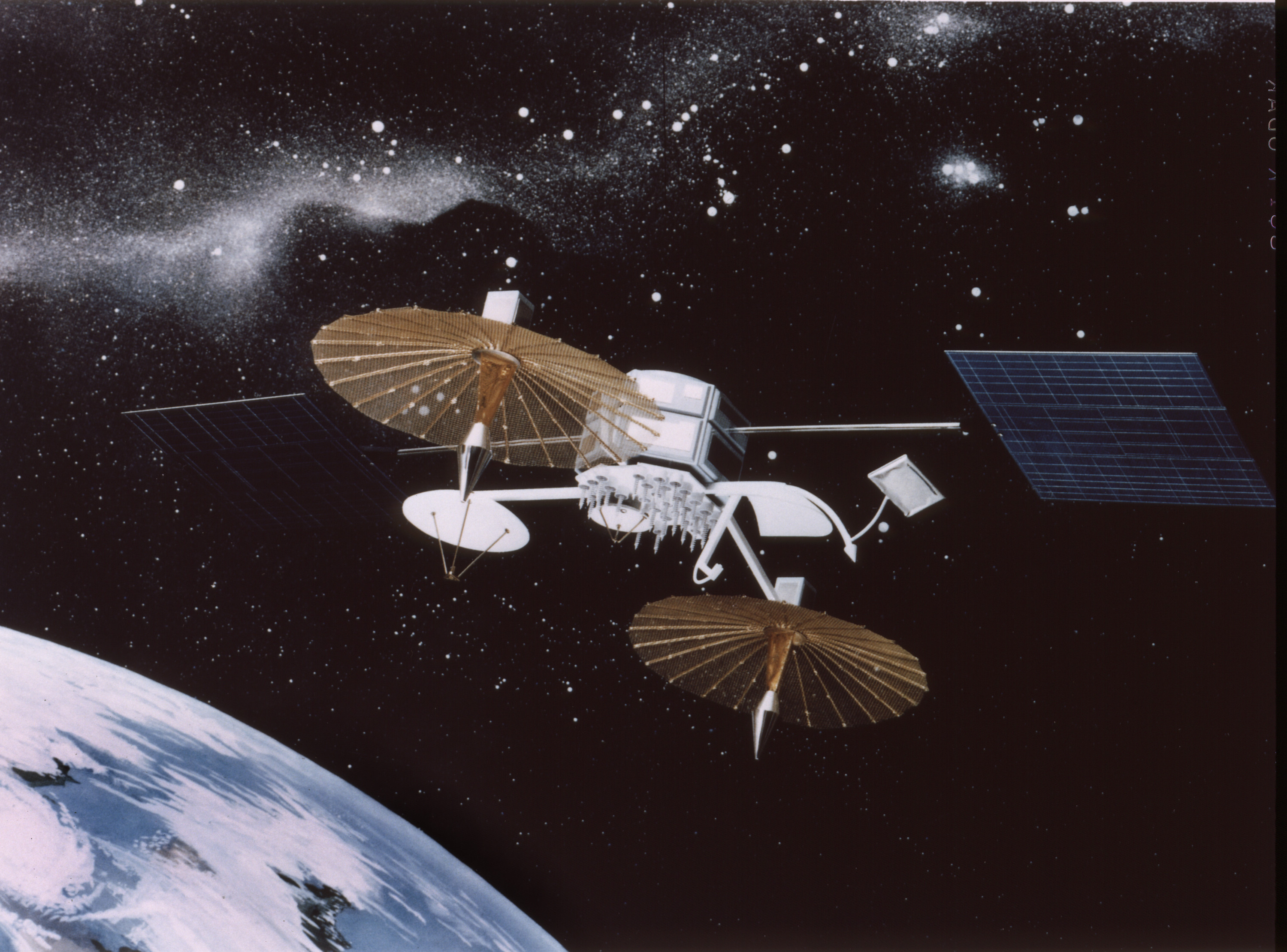
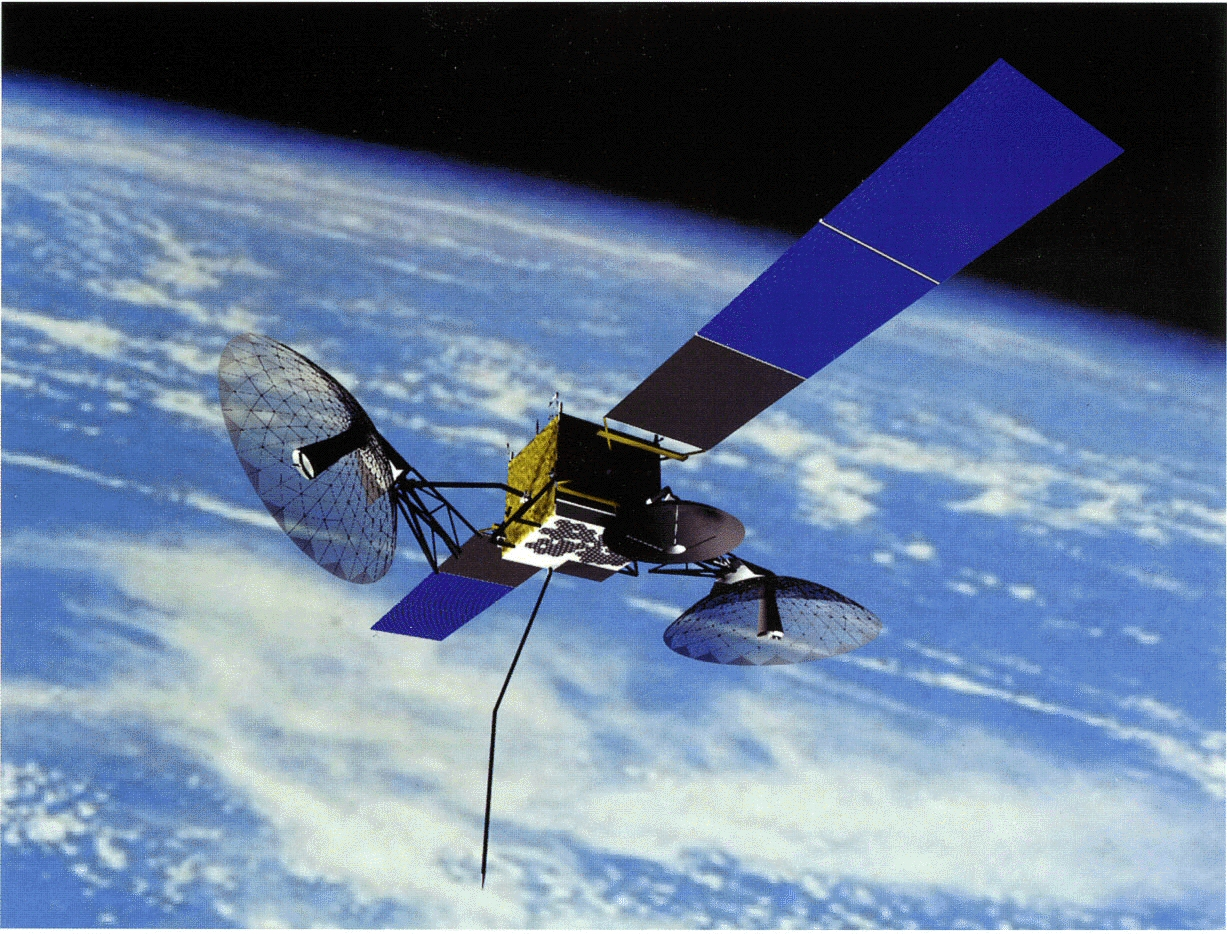
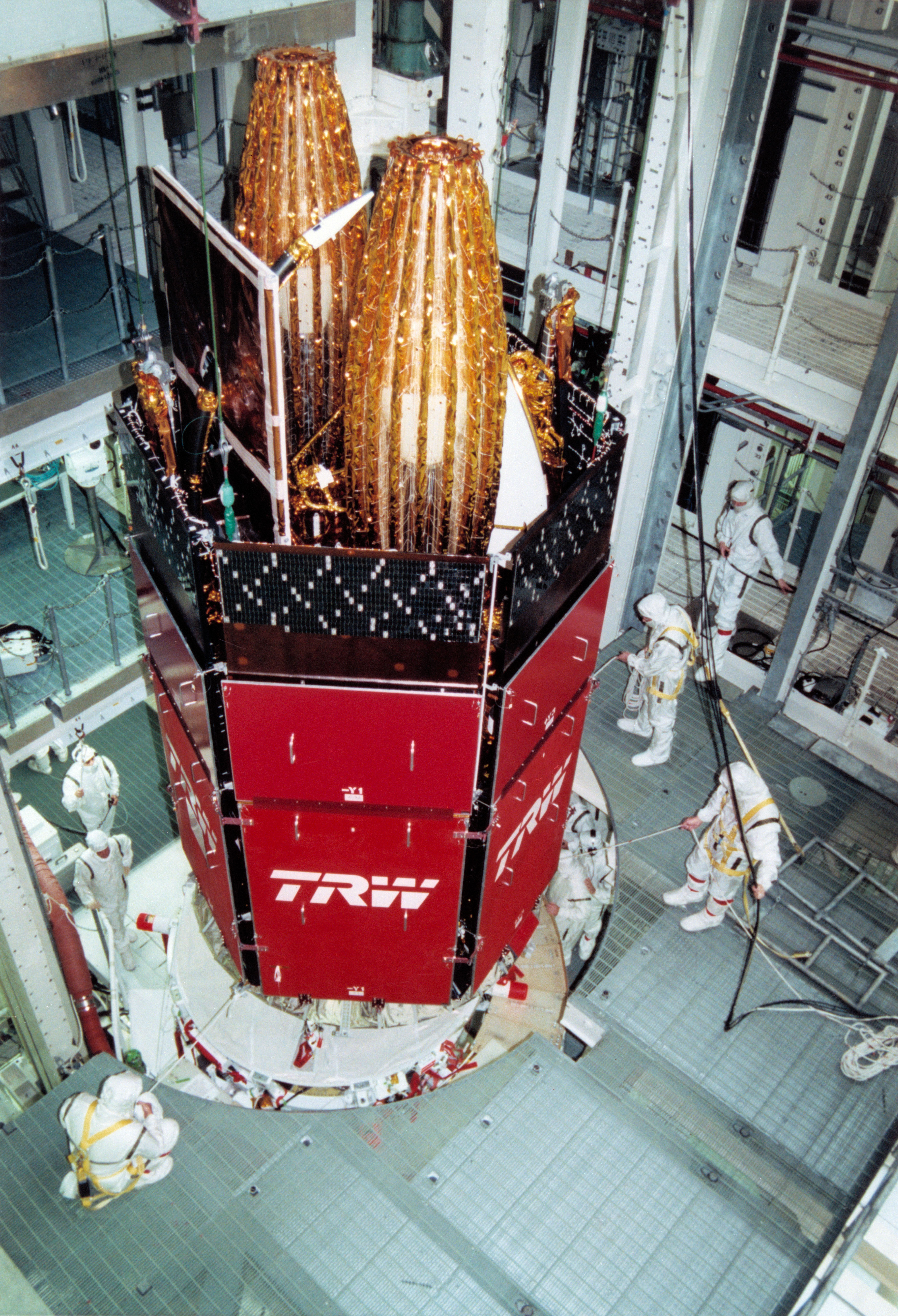
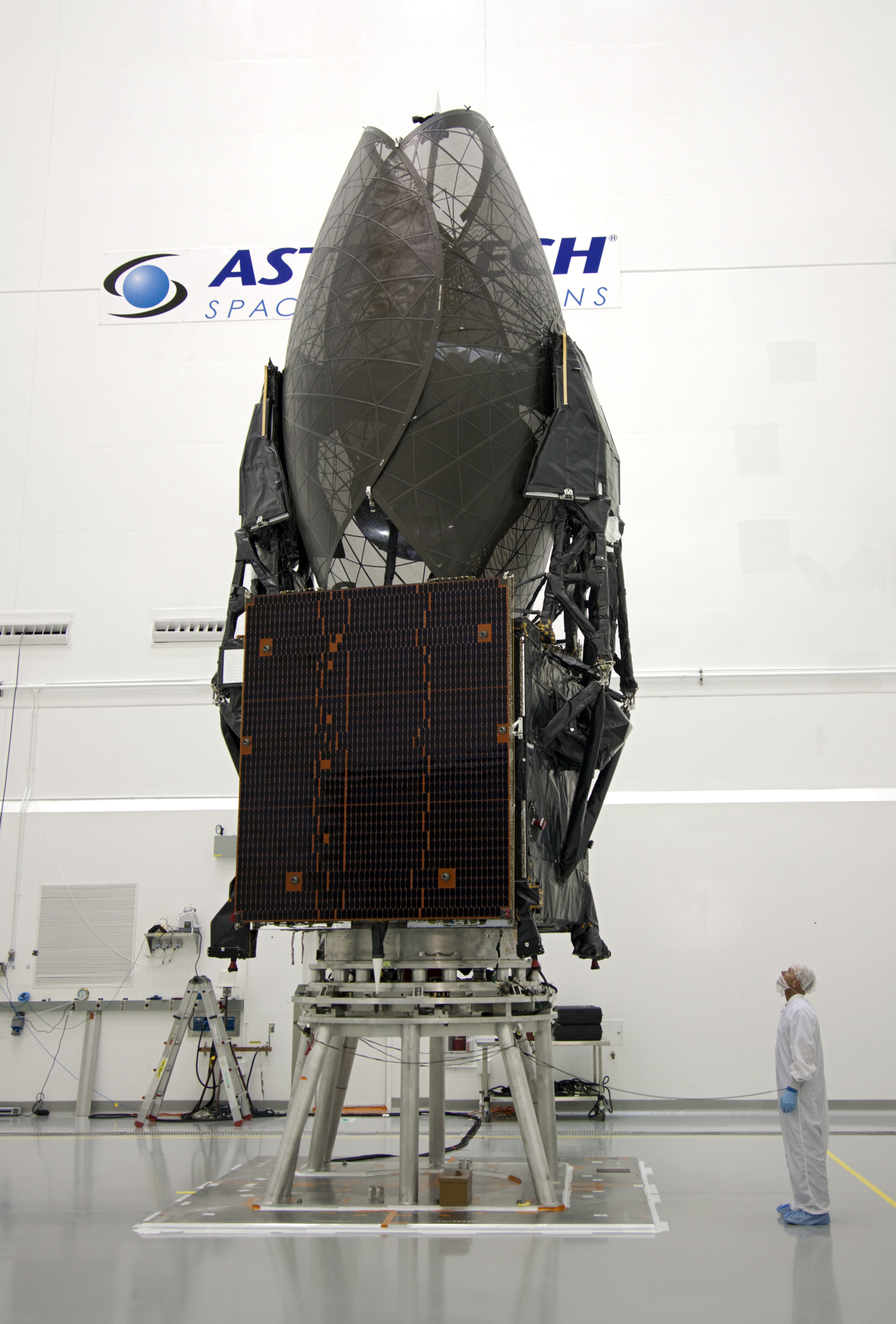